# Ракич, Любиша
Любиша Ракич (серб. Љубисав - Љубиша Ракић; 11 апреля 1931, Сараево — 14 октября 2022) — сербский нейробиолог, профессор и академик.

## Биография
Родился в Сараево в 1931 году, в семье учителей. В 1956 году окончил Белградскую медицинскую школу. После окончания стал ассистентом профессора физиологии и биохимии в Университете Белграда в «школе медицины». В 1969 году получил звание профессора. С 1971 года занял должность профессора последипломного образования по нейробиологии в Белградском университете.
Основатель Международной лаборатории исследования мозга в Которе, где работали многие известные учёные.
Получал дополнительное образование в Институте исследования мозга Калифорнийского университета в Лос-Анджелесе и в Институте академика П. К. Анохина в Москве. С 1960 по 1980 год был приглашённым профессором Калифорнийского университета, а в 1980-е годы Медицинского колледжа Бейлора в Хьюстоне.
Являлся членом Департамента медицинских наук Сербской академии наук и искусств, Департамента медицинских и биологических наук Сербского научного общества, Российской академии наук, Нью-Йоркской академии наук, Евразийской академии наук, международной организации исследования мозга и других международных обществ физиологов, биохимиков, нейрохимиков и нейрофармакологов.
Основная область научных исследований — ЦНС, рак и генетическая терапия опухолей.
Любиша Ракич скончался 14 октября 2022 года в Белграде.